# Juno I
Juno I var en amerikansk raket i Redstone serien, baserad på Jupiter-Cs första steg. Den användes första gången den 31 januari 1958, då den placerade Explorer 1, USA:s första satellit, i omloppsbana runt jorden.

## Uppskjutningar
| Datum           | Utförande  | Nyttolast  |
| 31 januari 1958 | Lyckad     | Explorer 1 |
| 5 mars 1958     | Misslyckad | Explorer 2 |
| 26 mars 1958    | Lyckad     | Explorer 3 |
| 26 juli 1958    | Lyckad     | Explorer 4 |
| 24 augusti 1958 | Misslyckad | Explorer 5 |
| 23 oktober 1958 | Misslyckad | Beacon     |